# Виробництво бавовни в Пакистані
Виробництво бавовни в Пакистані є невід'ємною частиною економічного розвитку країни. Держава значно залежить від бавовняної промисловості та пов'язаного з нею текстильного сектору, і цій структурі надано головного статусу країні. Бавовна вирощується як промислова культура на 15 % земель країни протягом сезону дощів, а з травня по серпень, як період урожаю Харіф, і вирощуються в менших масштабах у період з лютого по квітень. Рекордне виробництво бавовни — це 15 мільйонів тюків 470 фунтів (210 кг) у вигляді насіннєвої бавовни протягом 2014—2015 років, що на 11 % більше порівняно з попереднім сезоном (2013—2014). З точки зору виробництва, станом на 2012—2013 роки, Пакистан займає четверте місце серед виробників бавовни у світі, першими трьома з яких були Китай, Індія та США. Експорт бавовни-сирцю, Пакистан посідає третю позицію і є четвертим за споживанням (близько 30 — 40 відсотків виробництва). Це найбільший експортер бавовняної пряжі.

## Історія
Найдавніші історичні сліди бавовни були знайдені в м. Мергарх, поблизу міста Кветта, що робить Пакистан одним із перших регіонів вирощування бавовни. Бавовна була виявлена в нитках на мідній намистині на місці поховання, що відноситься до періоду Неоліту (6000 р. до н. е.). Мінералізовані нитки піддавались металургійному аналізу за допомогою комбінації мікроскопа з відбитим світлом та скануючого електронного мікроскопа, виявляючи, що вони були бавовняними (рід Gossypium). Вирощування бавовни набуло більш широкого поширення під час цивілізації долини Інду, яка охопила частини сучасного Східного Пакистану та північно-західної Індії. Археоботанічні дані про насіння простежувались до 5000 р. до н. е. в Мергарзі, хоча незрозуміло, належали вони до дикого або культивованого сорту. Використання бавовняної тканини в містах долини Інду Мохенджо-Даро та Хараппа відноситься до 2500 р. до н. е. Пилок бавовни зафіксовано в Балакоті. Ванільні виноградні лози Хараппа (зрілий Хараппанський період 2500—2000 р. до н. е.) виявлені сліди бавовняних ниток, прив'язаних до ручки дзеркала, старовини з місця жіночого поховання, а також навколо мідної бритви. Існує багато інших свідчень бавовни, наприклад, як пилка Мальові (квіткової рослини), подібного до Gossypium у Балакоті (зрілий Хараппанський період, 2500—2000 р. до н. е.); та насіння в Банавалі(Зрілий Хараппан, 2200—1900 р. до н. е.), Сангхол (Пізній Хараппан, 1900—1400 р. до н. е.), Канмер, Качч (Пізній Хараппан, 2000–1 700 р. до н. е.), Імлідхі Хурд і Горахпур (1300—800 р. до н. е.);і волокна в піздньої керамиці кольору охра (Sringaverapura -1200-700 до н. е.);в Халлурі, як насіння та фрагменти раннього залізного віку (950—900 р. до н. е.).

## Зростаючі регіони
Бавовна — це целюлозна клітковина, одна з чотирьох основних сільськогосподарських культур в країні, і відома як «королівська бавовна» та «біле золото». Це формує основну сировину для текстильної промисловості Пакистану.
Бавовна є невід'ємною частиною економіки Пакистану. Згідно з аналізом у звіті Міністерства сільського господарства США за 2015 рік, він вирощується як технічна культура на 15 % земель країни. Вирощується в мусонні з травня по серпень, відоме як харівський період. В період з лютого по квітень його також вирощують, тільки у менших масштабах
Вирощується бавовна у двох провінціях Пенджаб та Сінд.На першу припадає 79 %, а на другу — 20 % землі для вирощування бавовни. Вирощується також у проивинції Хайбер -Пахун-Хава (КПК) та Белуджістані.Загальна площа вирощування бавовни становила 2 2 950 000 гектарів (7 300 000 акрів) протягом вегетаційного періоду 2014—2015 р. Дрібні фермери із земельними наділами розміром менше 5 гектарів (12 акрів) утворюють найбільшу групу виробників; Фермери, які займають менше 2 гектари (4,9 акра) складають 50 % господарстств. Земельні ділянки 25 гектарів (62 акри) під обробкою бавовни становлять менше 2 % господарств. За оцінкою 2013 рік, 1,6 млн фермерів (із загальної кількості 5 млн. У всіх секторах) займалися вирощуванням бавовни, вирощуючи понад 3 млн.

## Різновиди
Бавовну Bacillus thuringiensis, фермери, широко застосовували у період часу її першого випробування в провінції Сінд у 2002 році. Зараз використовується 95 % території. Рада Пенджабу схвалила вирощування сортів бавовни 18-Bt та не-Bt.Це 12 сортів BT FH-114, CIM-598, SITARA-009, A-one, BH-167, MIAD-852, CIM-573, SLH-317,TARZAN-1,NS-141,IR-NIBGE- 3,MNH-886 та шість сортів, що не належать до BT, NIBGE −115, FH-941, FH-942, IR-1524, Ali Akbar-802 та NEELAM-121. У провінції Сінд місцеві сорти бавовни також вирощуються приблизно на 40 % площі. Зазвичай, з квітня по липень їх висаджують, а збирають протягом серпня — грудня.

## Виробництво
Бавовна служить базою промислового сектору країни. Виробництво бавовни було зареєстровано на рекордному рівні — 15 мільйонів тюків по 470 фунтів кожен у формі насіннєвої бавовни протягом 2014—2015 р.;це на 11 % більше порівняно з попереднім сезоном (2013—2014 р.) Приріст склав з 1,38 млн тюків у 1961 р. до 11,138 млн тюків у 2014 р.,Показники 2014—2015 р. свідчать про подальше збільшення до 15 млн тюків. У період 1980—1981 — 1990—1991 р. зростання виробництва було стрімким, та виробництво зросло з 0,70 млн до 2,2 млн тонн, що було названо «чарівним роком» пакистанської бавовняної промисловості. Пояснювалося це кращими заходами боротьби зі шкідниками, використанням вдосконалених типів насіння та більшим використанням добрив. Бавовняна та текстильна промисловість інтегровані та складають 1000 цехів, 425 текстильних фабрик та 300 дробарок для насіння бавовни та нафтопереробних підприємств. Гібриди бавовни, створені шляхом схрещування гена Bt у традиційні сорти, були розроблені місцевими фірмами, що займаються насінням. У провінції Сінд бавовна вирощується на більш ніж мільйоні гектарів в районах Беназірабад, Хайдарабад, Джамшоро, Мірпур-Хас, Наушеро-Фероз, Сангар, Бадін, Суккар, Gоткі, Тарпаркар, Тетта та Умар Кот.
Пакистан знаходиться на четвертій позиції серед виробників бавовни у світі; першими трьома є Китай, Індія та США, у такому порядку. За даними 2012—2013 р. сира бавовна, що експортується з Пакистану, посідає третю позицію у світі. За споживанням він займає четверту позицію (близько 30 і 40 відсотків виробництва). Це найбільший експортер бавовняної пряжі.
Бавовна, що вироблена в межах країни, є середньою основою. Довговолокниста бавовна імпортується для виробництва якісних тканин на експорт. Тому бавовна середнього штапелю, яку також називають средневолокністою бавовною 1,3—3,3 сантиметра (0,51—1,30 дюйм) — американський тип з довжиною приблизно від 1,3—3,3 сантиметра (0,51—1,30 дюйм).Довговолокниста бавовна має відносно довше волокно, дорога і використовується здебільшого для виготовлення тонких тканин, пряжі та панчішних виробів. Економічний розвиток країни значною мірою залежить від бавовняної промисловості та пов'язаного з нею текстильного сектору, і це надало бавовні основний статус в країні. Крім використання в текстильних виробах у вигляді бавовняних ворсинок, пряжі, ниток, тканини та одягу, його насіння використовуються для видобутку олії.

## Хвороби
Віруси та шкідники впливають на врожайність сортів бавовни. Вірус скручування листя бавовни, який є патогенним вірусом з сімейства рослинних вірусів, затримує ріст рослин, що серйозно впливає на врожайність. Такі шкідники, як біла муха, борошнистий клоп, попелиця, рожевий черв'яковий черв'як, заражають рослини, зменшуючи врожайність.

## Експорт
За 2014—2015 р. було експортовано 474 091 тюк по 470 фунтів кожен, збільшення з 382 006 тюків у 2014—2015 р. Домінуючу роль в експорті відіграють бавовняна та текстильна галузі. Бавовна становить 55 відсотків експортних доходів країни, а Пакистан має 14 % частку світового експорту сукна. У 2013 році Європейський Союз надав Пакистану статус Загальної системи преференцій «Плюс», що сприяло експорту текстилю до ЄС.

## Нормативно-правова база
Система регулювання біологічної безпеки була частиною 18-ї поправки до Конституції Пакистану, яка «передала» кілька функцій провінціям, ця система досі незрозуміла щодо регуляторів, які можуть контролювати затвердження нових технологій насіння. У контексті три нормативні акти, які перебувають у стадії затвердження, — це Закон про права селекціонерів рослин, зміни до Закону про насіння 1976 року та Закон про біобезпеку. Згідно з звітом Міністерства закордонних справ США за 2015 рік, прийняття цих законів, як запровадження нових біотехнологічних заходів має вирішальне значення.